# TanzZwang Tour
Bei der TanzZwang Tour handelt es sich um die achte eigenständige Solotournee des deutschen Synthiepop-Sängers Peter Heppner.

## Hintergrund
Die TanzZwang Tour war die achte eigenständige Headliner-Solotournee von Peter Heppner. Es handelte sich hierbei um eine Klubtour, die in drei Tourabschnitten erfolgte. Der erste Tourabschnitt erfolgte im Zeitraum vom 23. September 2022 bis zum 5. November 2022 und führte ihn mit seiner Begleitung Dirk Riegner durch sieben deutsche Städte. Der zweite Tourabschnitt begann am 3. November 2023 unter dem Motto „TanzZwang 2.0“, endet am 2. Dezember 2023 und führte Heppner durch acht weitere deutsche Städte. Im Februar 2024 kündigte Heppner an, dass er die Klubtour auch im Kalenderjahr 2024 weiterführen wolle, allerdings nicht als geschlossene Tour. Daraus resultierten bis Ende des Jahres 14 weitere Auftritte in Deutschland.

„Nach dem sensationellen Erfolg der letzten TanzZwang-Tour haben wir uns dazu entschlossen weiterzumachen! Allerdings werden wir, anders als bei den anderen Heppner-Live-Formaten, die tanzZwang-Events nicht in Form von zeitlich begrenzten Tourneen, sondern fortwährend buchen. Mit anderen Worten… wir werden von nun an IMMER auf TanzZwang-Tour sein! Es werden ständig neue Termine dazugebucht, also seid wachsam… achtet auf Plakate, Veranstaltungskalender, oder schaut hier vorbei, damit ihr den Termin in Eurer Stadt nicht verpasst! Die normalen Konzert- und die Akustiktouren sind davon nicht berührt und werden wie gewohnt stattfinden!“

Die TanzZwang Tour ist bereits die zweite Klubtournee von Heppner, bereits im Jahr 2010 ging er mit seiner Band auf die sogenannte Clubtour. Erstmals angekündigt wurde die Eventreihe am 9. Dezember 2019, sieben Monate nach der Beendigung der Confessions & Doubts Tour. Ursprünglich sollte die Tournee bereits im Jahr 2020 starten, musste jedoch aufgrund der COVID-19-Pandemie mehrfach verschoben werden. Zunächst war nur der erste Tourabschnitt geplant, am 20. Dezember 2022 gab Heppner jedoch bekannt, dass die Tour vorerst um acht Konzerte im Folgejahr verlängert wird.
Mit Ausnahme von Frankfurt (Oder), Halle (Saale), Wiesbaden, Zwickau, Bischofswerda, Karlsruhe, Schwerin, Augsburg, Ludwigsburg und Gießen spielte Heppner bereits zuvor in allen Städten als Solokünstler. Während er in Halle bereits mit seiner ehemaligen Band Wolfsheim zweimal gastierte sowie einmal in Schwerin, spielte er in den anderen acht Städten erstmals in seiner Karriere. In Köln, Berlin, Chemnitz und Halle (Saale) spielte er je zwei Konzerte auf der Tour. In Leipzig gab er bereits sein elftes Konzert, in keiner anderen Stadt gab er bis dato mehr Solokonzerte. Darüber hinaus gab er sein neuntes Konzert in Dresden, die Konzerte acht und neun in Köln, sein siebtes und achtes Konzert in Berlin, in München sein siebtes, je sein sechstes in Hamburg, Hannover und Potsdam, in Erfurt, Rostock und Chemnitz je sein fünftes, je sein viertes in Braunschweig und Görlitz sowie sein drittes in Oberhausen. Im Chemnitzer Brauclub und dem Capitol in Halle (Saale) spielte Heppner zweimal innerhalb der Konzertreihe. Im Kulturzentrum Backstage spielte Heppner während dieser Konzertreihe bereits sein sechstes Solokonzert, an keinem Veranstaltungsort spielte er bis dato als Solokünstler öfter. Daneben spielte er zum vierten Mal im Potsdamer Waschhaus, zum dritten Mal im Rostocker M.A.U. Club sowie je zum zweiten Mal im Oberhausener Kulttempel, dem Kölner Luxor und dem Hannover Musikzentrum.
Als Tourneeveranstalter war das Garbsener Unternehmen Protain Concerts tätig. Auf ein Bühnenbild wurde, mit Ausnahme einer LED-Leinwand, während dieser Tour verzichtet. Man sah lediglich Heppner und Riegner hinter dem Mischpult, ausgestattet mit Mikrofonen, Notebooks und einem Synthesizer. Hinter ihnen wurden Videoprojektionen, wie unter anderem Ausschnitte von Musikvideos, auf die LED-Leinwand projiziert. Das Vorprogramm erfolgte unter der Einbeziehung von lokalen DJs, die im Anschluss auch auf der After-Show-Party auflegten. In München fungierte unter anderem DJ Sconan.
Am 23. November 2020 wurde bekannt, dass das Konzert in der Leipziger Moritzbastei bereits ausverkauft sei. Am 28. Juli 2024 spielte Heppner ein TanzZwang-Event im Zuge des Amphi Festival im Kölner Tanzbrunnen.

## Touränderungen
Die TanzZwang Tour sollte eigentlich schon am 13. März 2020 starten, bestätigt wurde dies am 9. Dezember 2019. Diese sollte Heppner ursprünglich zwischen dem 13. März 2020 und 25. April 2020 durch sechs deutschen Städte führen. Im März 2020 wurde bekannt, dass die Tour aufgrund der COVID-19-Pandemie zunächst um ein halbes Jahr verschoben werden müsse. Die neuen Termine wurden auf den Zeitraum vom 30. Oktober 2020 bis 19. Dezember 2020 datiert. Am 23. November 2020 wurde bekannt, dass er die Tour erneut um ein halbes Jahr verlegen müsse. Die Tour wurde daraufhin auf den Zeitraum vom 3. Juni bis 18. Juni 2021 verschoben. Am 7. Juli 2021 wurde bekannt, dass die Tour ein drittes Mal verschoben werden müsse. Wie zuvor, wurde sie um ein weiteres halbes Jahr verlegt und sollte nun zwischen dem 5. Januar und 21. Januar 2022 stattfinden. Letztendlich musste die Konzertreihe ein viertes Mal verschoben werden. Im März 2022 wurden schließlich die finalen Termine bekannt gegeben, wobei alle Konzerte und Lokalitäten der ursprünglichen Termine beibehalten werden konnten. Darüber hinaus wurde die Konzertreihe, im Zuge der vierten Verschiebung, um ein Zusatzkonzert in Frankfurt (Oder) erweitert.
Neben den diversen Verschiebungen aufgrund der COVID-19-Pandemie, musste Heppner im September 2024 das Konzert im Gießener Musik- und Kunstverein krankheitsbedingt verschieben, es wurde vom 14. September auf den 7. Dezember 2024 verschoben.
Ursprüngliche Tour (Ursprünglicher Termin → Neuer Termin)
- Dresden: 13. März 2020[6] → 6. Dezember 2020[15] → 4. Juni 2021[12] → 14. Januar 2022[7] → 7. Oktober 2022[1]
- Chemnitz: 14. März 2020[6] → 5. Dezember 2020[13] → 18. Juni 2021[12] → 15. Januar 2022[7] → 8. Oktober 2022[1]
- München: 17. April 2020[6] → 18. Dezember 2020[16] → 11. Juni 2021[12] → 5. Januar 2022[7] → 29. September 2022[1]
- Oberhausen: 18. April 2020[6] → 11. Dezember 2020[17] → 12. Juni 2021[12] → 7. Januar 2022[7] → 23. September 2022[1]
- Berlin: 24. April 2020[6] → 30. Oktober 2020[18] → 3. Juni 2021[12] → 20. Januar 2022[7] → 4. November 2022[1]
- Leipzig: 25. April 2020[6] → 19. Dezember 2020[8] → 10. Juni 2021[12] → 21. Januar 2022[7] → 1. Oktober 2022[1]

Zusatztermine
- Frankfurt (Oder): 5. November 2022[1]

## Begleitmusiker
Während der Tour wurde Heppner von seinem langjährigen Weggefährten – dem deutschen Musiker, Musikproduzenten und Songwriter – Dirk Riegner unterstützt. Riegner ist bereits seit der Solo Tour im Jahr 2008, der ersten Solo-Konzertreihe von Heppner, fester Bestandteil von seiner Liveband. Darüber hinaus fungierte Riegner auch als Autor und Produzent von Heppners bis dato drei erschienenen Studioalben.
Bandmitglieder

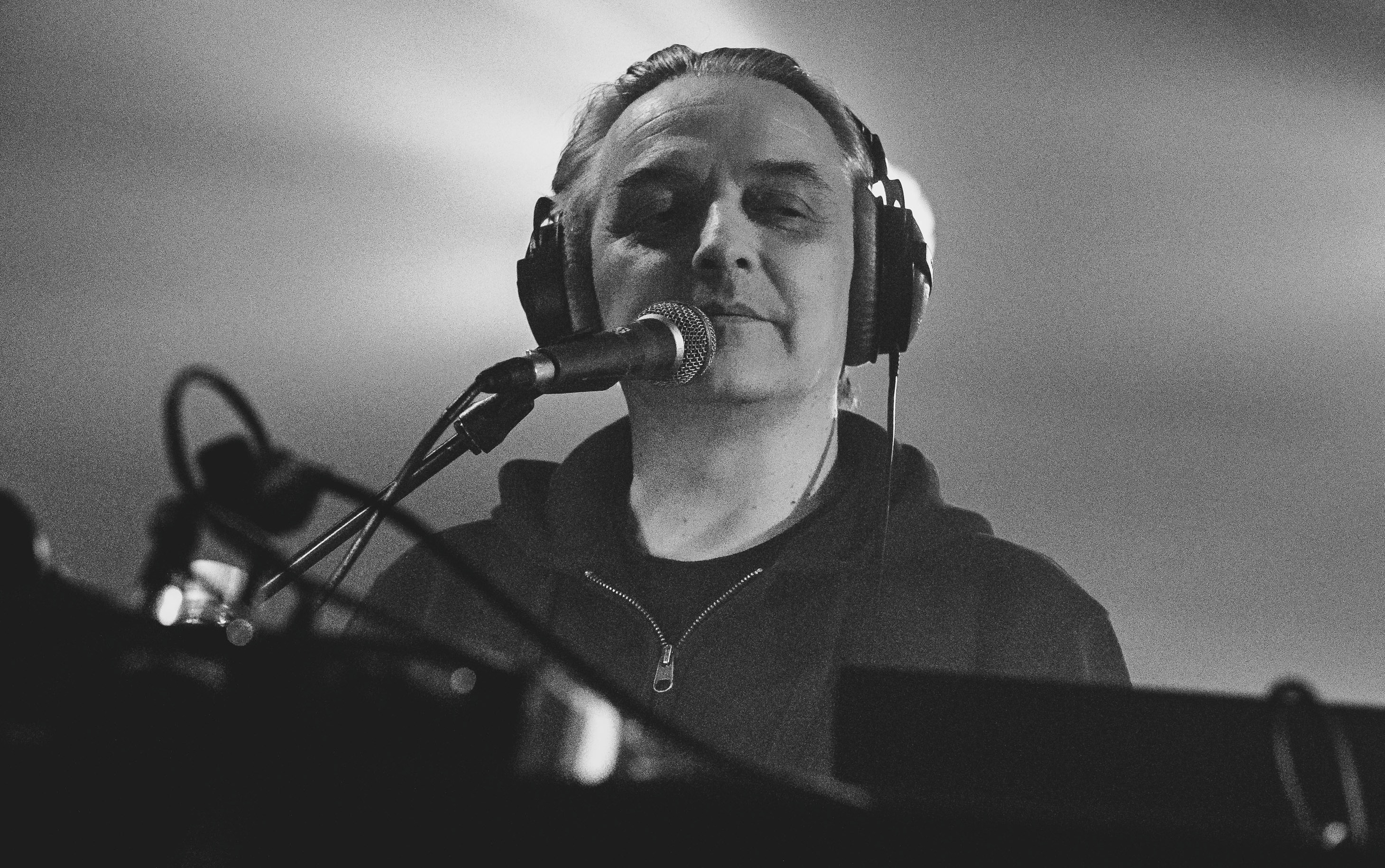
Peter Heppner: Gesang
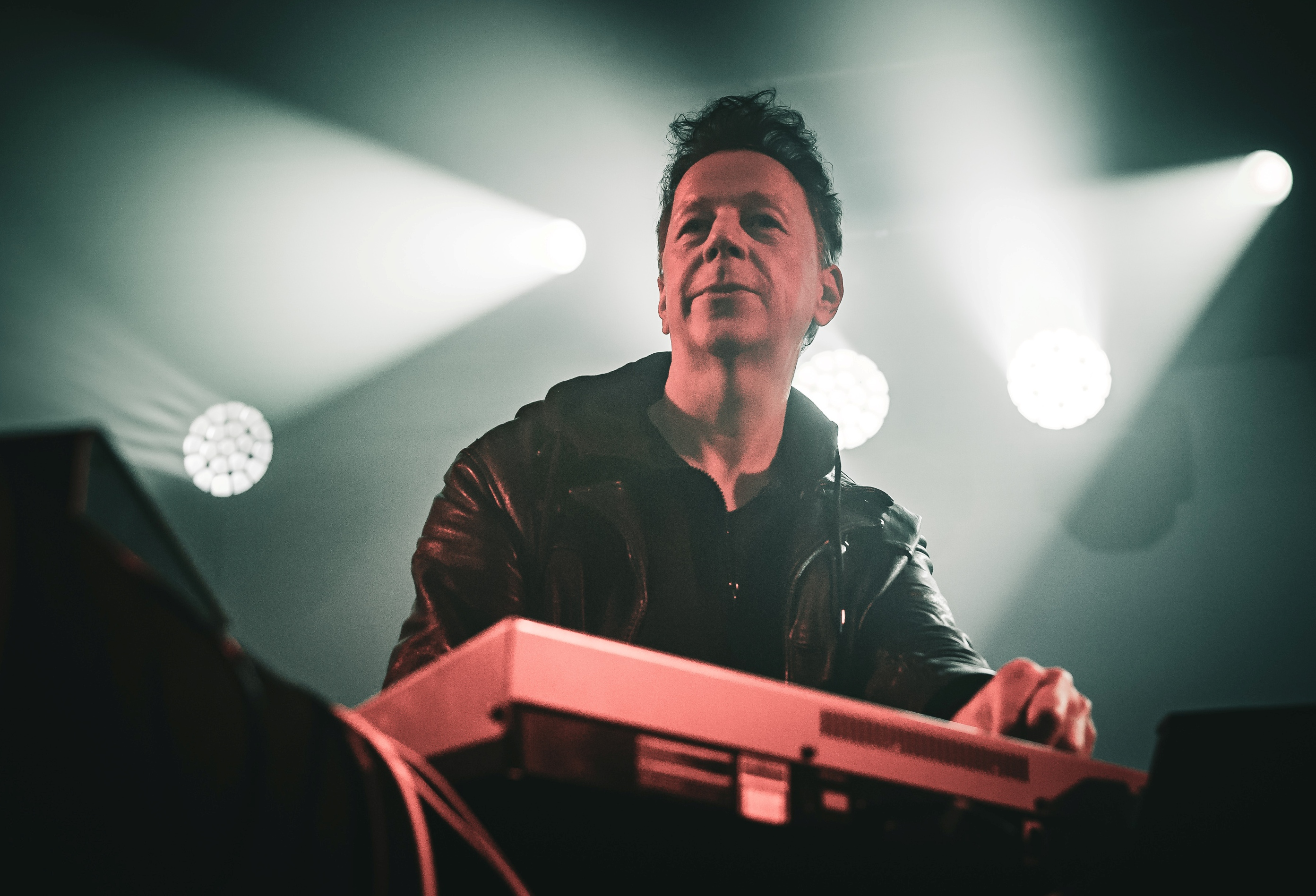
Dirk Riegner: Synthesizer

## Tourdaten

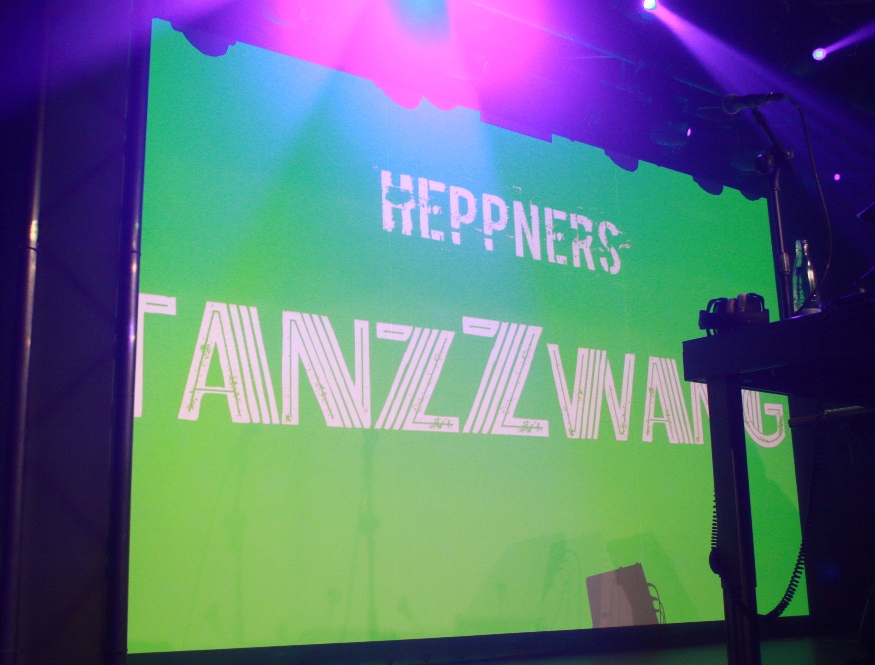
Videoprojektion mit Tour-Logo

| Datum              | Stadt            | Veranstaltungsort            | Land        |
| ------------------ | ---------------- | ---------------------------- | ----------- |
| 23. September 2022 | Oberhausen       | Kulttempel                   | Deutschland |
| 29. September 2022 | München          | Kulturzentrum Backstage      | Deutschland |
| 1. Oktober 2022    | Leipzig          | Moritzbastei                 | Deutschland |
| 7. Oktober 2022    | Dresden          | Puschkin                     | Deutschland |
| 8. Oktober 2022    | Chemnitz         | Brauclub                     | Deutschland |
| 4. November 2022   | Berlin           | Franz-Club                   | Deutschland |
| 5. November 2022   | Frankfurt (Oder) | Kamea Club                   | Deutschland |
| 3. November 2023   | Hamburg          | Headcrash                    | Deutschland |
| 4. November 2023   | Hannover         | Musikzentrum                 | Deutschland |
| 17. November 2023  | Zwickau          | Club Seilerstraße            | Deutschland |
| 18. November 2023  | Görlitz          | L2 Club                      | Deutschland |
| 24. November 2023  | Potsdam          | Waschhaus                    | Deutschland |
| 25. November 2023  | Halle (Saale)    | Capitol                      | Deutschland |
| 1. Dezember 2023   | Wiesbaden        | Schlachthof                  | Deutschland |
| 2. Dezember 2023   | Köln             | Luxor                        | Deutschland |
| 20. April 2024     | Bischofswerda    | East Club                    | Deutschland |
| 3. Mai 2024        | Erfurt           | Club from Hell               | Deutschland |
| 28. Juli 2024      | Köln             | Tanzbrunnen (Amphi Festival) | Deutschland |
| 13. September 2024 | Karlsruhe        | Die Stadtmitte               | Deutschland |
| 20. September 2024 | Rostock          | M.A.U. Club                  | Deutschland |
| 21. September 2024 | Berlin           | Hole 44                      | Deutschland |
| 27. September 2024 | Flensburg        | Retro Music Hall             | Deutschland |
| 28. September 2024 | Schwerin         | Club Zenit                   | Deutschland |
| 2. Oktober 2024    | Braunschweig     | KufA-Haus                    | Deutschland |
| 4. Oktober 2024    | Chemnitz         | Brauclub                     | Deutschland |
| 5. Oktober 2024    | Halle (Saale)    | Capitol                      | Deutschland |
| 29. November 2024  | Augsburg         | Kantine                      | Deutschland |
| 30. November 2024  | Ludwigsburg      | Four Runners                 | Deutschland |
| 7. Dezember 2024   | Gießen           | Musik- und Kunstverein       | Deutschland |

## Setlist
Während der Tour präsentierten Heppner und Riegner zwölf unterschiedliche Titel, darunter ein Mashup. Das Mashup bildete das Finale und setzte sich aus den beiden Titeln Die Flut und Once in a Lifetime zusammen. Das Repertoire bestand aus einer Mischung von Elektropop- und Synthiepop-Titeln. Während es sich bei Heppners erster Klubtournee um eine herkömmliche Konzertreihe mit Liveband handelte, wurden die Lieder hierfür neu im elektronischen Stil abgemischt. Die Musik wurde vom Mischpult präsentiert, mit dem Livegesang von Heppner. Eine Besonderheit während des Sets war, dass immer wieder Liedzitate von anderen Musikern in die Stücke gemischt wurden, darunter Zitate zu Everything Counts (Depeche Mode), I See a Darkness (Johnny Cash) oder auch Love Like Blood (Killing Joke).
Die Setlist bestand überwiegend aus Liedern des Präsentationsalbums TanzZwang sowie weiteren Titeln aus Heppners Solokarriere und seiner Karriere mit Wolfsheim. Aus TanzZwang wurden die sieben Lieder … und ich tanz’, All Is Shadow, Fremd in diesem Land, Hermann Hesse: Im Nebel, Just One Word, Once Again und Sedate Yourself präsentiert. Damit wurden sieben von zehn unterschiedlichen Aufnahmen des Albums gespielt. Es fehlten lediglich die Titel Best Things in Life, I Will Hurt You und Standing Tall. Aus seiner Zeit mit Wolfsheim präsentierte er drei vollwertige Titel und einen als Teil des Mashups, darunter das älteste Werk The Sparrows and the Nightingales aus dem Debütalbum No Happy View. Die Lieder Künstliche Welten und Once in a Lifetime sind zwei Singleauskopplungen aus dem vierten Wolfsheim-Album Spectators. Kein Zurück ist ein Top-10-Hit, der dem letzten Wolfsheim-Album Casting Shadows entstammt. Bei den Titeln Die Flut und Leben … I Feel You handelt es sich um Singleauskopplungen, bei denen Heppner im Original mit anderen Musikern zusammenarbeitete und als Gastsänger in Erscheinung trat.
Liste der gespielten Lieder während der Tour:
1. Hermann Hesse: Im Nebel[11]
2. Just One Word
3. Once Again
4. Leben … I Feel You
5. The Sparrows and the Nightingales
6. Künstliche Welten
7. Kein Zurück
8. Fremd in diesem Land
9. … und ich tanz’
10. Sedate Yourself
11. All Is Shadow
12. Mashup
  1. Die Flut
  2. Once in a Lifetime

## Rezensionen
Marius Meyer von Monkeypress schrieb in seiner Rezension, dass man schon beim Betreten des Klubs bemerkt habe, dass etwas anders als sonst sei. Vor dem Konzert habe ein lokaler DJ in einer „etwas höheren“ Lautstärke dem Publikum mittels Instrumentalmusik „gut“ eingeheizt. Die eigentliche Show wurde von Heppner mit den Worten „es darf getanzt werden“ eröffnet. Mit dem eröffnenden Im Nebel wäre zunächst Spannung aufgebaut worden, bevor es tanzbar in die Vollen gegangen sei. Das Versprechen, tanzbare Versionen und „etwas anderes“ zu präsentieren, sei eingehalten worden. Die Stücke seien mal näher, mal weniger nah an den Originalen gewesen und der „Szenenapplaus“ bei Leben … I Feel You und The Sparrows and the Nightingales groß gewesen. Fremd in diesem Land habe beispielsweise auch „sehr gut“ funktioniert und All Is Shadow habe ebenfalls brillieren können. Die Verwendung von Zitaten anderer Stücke empfand Meyer als angenehm. Das Mashup aus Die Flut und Once in a Lifetime beschrieb er als „starkes Finale“. Es sei auch unerwartet gewesen, denn man hätte sich vor diesem Abend nicht vorstellen können, dass hieraus ein zusammenhängendes Stück entstehen könne. Nach dem einstündigen Set wurde wieder an den lokalen DJ übergeben, der den Abend ausklingen ließ. Der Rezensent Meyer ist der Meinung, dass Heppner und Riegner ein „sehr gutes“ Programm ausgearbeitet und abgeliefert hätten, dessen Besuch sich „sehr“ gelohnt habe.
Iryna Kalenska vom E-Zine Reflections of Darkness bewertete das ausverkaufte Konzert in Hamburg mit 9,5 von zehn Punkten. Den ersten DJ im Vorprogramm beschrieb sie als etwas eintönig, aber als Heppner und Riegner auf die Bühne gekommen seien, wäre die Freude grenzenlos gewesen und die Zeit wie im Fluge vergangen. Sofort wären spannende Klänge aus den Lautsprechern geströmt. Heppners Spontaneität habe sie sehr beeindruckt, denn dieser sei ihr immer so ernst und sogar ein wenig kalt vorgekommen, distanziert von der Außenwelt. Aber an diesem Abend habe sie ihn von einer anderen, lustigen und unbeschwerten Seite entdeckt. Kurz gesagt, sei es ein unvergesslicher Abend gewesen.

## Trivia
Nachdem die Klubtour aufgrund der weiterhin anhaltenden COVID-19-Pandemie Ende 2020 erneut verschoben werden musste, gab Heppner am 13. Dezember 2020 ein „TanzZwang“ Livestream-Konzert über seinen Patreon-Kanal. Er präsentierte dabei, zusammen mit Keyboarder Riegner, einen Vorgeschmack auf die Livekonzerte. Heppner selbst kommentierte den Inhalt wie folgt: „Aus Exklusivitätsgründen haben wir uns dazu entschlossen, nicht das ganze Konzert zu spielen. Wir werden ungefähr die Hälfte des TanzZwang-Sets spielen, das aber zweimal. Damit hätten wir dann die geplante Gesamt-Konzertlänge erreicht, würden uns aber noch ein paar Überraschungen aufbewahren für die Zeit, wenn wir das TanzZwang-Event dann endlich „in echt“ live aufführen dürfen.“